# うたの☆プリンスさまっ♪アイドルソングシリーズ
『うたの☆プリンスさまっ♪アイドルソングシリーズ』は、ブロッコリーから発売された恋愛アドベンチャーゲーム『うたの☆プリンスさまっ♪』シリーズ及び、それを原作とするテレビアニメのキャラクターソングシリーズの一つであり、アニメ第1期放送以降主力となっている。
これまでのキャラクターソングと同様、ブロッコリーからの発売。アニメ第1期～第4期の挿入歌として発売されたシリーズは、いずれも7週連続リリースを敢行している。
また、アニメシリーズとは別にゲーム版アイドルソングの「All Star」シリーズも存在。こちらはいずれも先輩4人のシングルとなっており、いずれも1ヶ月おきに連続リリースされた。

## マジLOVE1000% アイドルソング
初回封入特典として収録キャラクターのアイドルプロフィールカードが同梱された。

### 一十木音也
「BRAND NEW MELODY」はアニメ第2話の挿入歌として、生徒の実力を試すレコーディングテストのシーンで用いられた。音也は春歌への想いを込めて作詞を、春歌は音也への感謝の気持ちを込めて作曲をしたという設定である。楽曲自体は「爽やかな恋」をテーマにした曲であり、音也の音楽に対する姿勢を描きつつ、後半パートは音也の明るい部分が描かれている。
「Over the Rainbow」は、『うたの☆プリンスさまっ♪ Debut』の音也ルートの挿入歌として使用される。主人公への気持ちを唄っているバンドサウンド溢れる楽曲。
チャート成績
2011年8月8日付のオリコン週間シングルチャートで23位を獲得。初動売上は0.7万枚を記録した。また、発売前日の2011年7月26日、7月27日、7月28日付のオリコンデイリーシングルチャートでは24位、23位であったが、7月29日付のチャートで10位にランクインした。
2011年8月8日付のBillboard Hot Singles Salesで22位、Billboard Hot Animationで8位、Top Independent Albums and Singlesで3位を獲得した。
収録曲
| 全作曲・編曲: 中山真斗。 |                                   |          |            |      |
| #                        | タイトル                          | 作詞     | 作曲・編曲 | 時間 |
| 1.                       | 「BRAND NEW MELODY」              | 上松範康 | 中山真斗   | 4:01 |
| 2.                       | 「Over the Rainbow」              | RUCCA    | 中山真斗   | 3:16 |
| 3.                       | 「BRAND NEW MELODY（off vocal）」 |          | 中山真斗   |      |
| 4.                       | 「Over the Rainbow（off vocal）」 |          | 中山真斗   |      |

### 聖川真斗
「Knocking on the mind」はアニメ第3話の挿入歌として、プレッシャーでピアノが弾けなくなった春歌を励ますシーンで歌唱された。楽曲自体はピアノを主体としたしっとりとした雰囲気の曲になっており、真斗の素直な気持ちが反映されている。
「Mostフォルティシモ」は、『うたの☆プリンスさまっ♪ Debut』の真斗ルートの挿入歌。ロックテイストが混じったスピード感溢れるピアノをフィーチャーした楽曲。
チャート成績
2011年8月15日付のオリコン週間シングルチャートで17位を獲得。初動売上は0.7万枚を記録した。発売日前日の8月2日付のデイリーチャートでは16位、8月3日付では4ランクダウンして20位であったが、8月4日付では15位、8月5日付では11位、8月6日付では9位に浮上し4日付から3日連続でデイリー最高位を更新していた。2011年8月度のオリコン月間シングルチャートでは40位を獲得。月間売上枚数は1.3万枚を記録。
2011年8月15日付のBillboard Japan Hot 100で80位、Billboard Hot Singles Salesで13位、Billboard Hot Animationで8位、Billborad Top Independent Albums and Singlesで3位を獲得。
収録曲
（全作曲・編曲：藤間仁）
1. Knocking on the mind [3:56]
作詞：上松範康
  - テレビアニメ『うたの☆プリンスさまっ♪ マジLOVE1000%』第3話挿入歌
2. Mostフォルティシモ [3:52]
作詞：RUCCA
  - PSPゲーム『うたの☆プリンスさまっ♪ Debut』真斗ルート挿入歌
3. Knocking on the mind（off vocal）
4. Mostフォルティシモ（off vocal）

### 神宮寺レン
「世界の果てまでBelieve Heart」はアニメ第4話で使用された。母親が遺したメロディを元にして作られた曲に、レン自身が詞を書いたという設定になっている。楽曲自体は、春歌への想いを綴った爽やかな曲であり、レンの本気の感情をイメージした曲である。
「Dear... Burning my Lady!」は、『うたの☆プリンスさまっ♪ Debut』のレンルートの挿入歌として使用される、ラテン系をイメージした曲。
チャート成績
2011年8月22日付のオリコン週間シングルチャートで22位を獲得。初動売上は0.6万枚を記録した。発売日前日の8月9日付のデイリーチャートでは23位、8月10日付では21位だったが、8月11日付では10位を獲得しデイリーTOP10入りを果たした。2011年8月度のオリコン月間シングルチャートでは50位を獲得。月間売上枚数は1.1万枚を記録。
2011年8月22日付のBillboard Hot Singles Salesで19位、Billboard Hot Animationで11位、Billborad Top Independent Albums and Singlesで1位を獲得した。
収録曲
（全作曲・編曲：藤間仁）
1. 世界の果てまでBelieve Heart [3:45]
作詞：上松範康
  - テレビアニメ『うたの☆プリンスさまっ♪ マジLOVE1000%』第4話挿入歌
2. Dear... Burning my Lady! [3:10]
作詞：RUCCA
  - PSPゲーム『うたの☆プリンスさまっ♪ Debut』レンルート挿入歌
3. 世界の果てまでBelieve Heart（off vocal）
4. Dear... Burning my Lady!（off vocal）

### 来栖翔
「男気全開Go! Fight!!」は、アニメ第5話の挿入歌として作中ドラマ『ケンカの王子様』を説明するシーンで唄われた。作中では同作のテーマソングとして位置付けられている。楽曲自体は、翔の得意とする楽器のバイオリンを用いた熱いロック曲であり、楽曲テーマは「熱く、格好良く」である。
「Changing our Song!」は、『うたの☆プリンスさまっ♪ Debut』の翔ルートの挿入歌として使用される。楽曲自体は、アップテンポで明るく軽快な曲。作曲、編曲を手掛けた藤田淳平は、翔の「明るく可愛い部分」をイメージして楽曲を製作したと語っている。
チャート成績
2011年8月29日付のオリコン週間シングルチャートで17位を獲得。初動売上は0.9万枚を記録した。また、デイリーチャートでは2011年8月20日付のチャートで11位まで浮上した。2011年8月度のオリコン月間シングルチャートでは42位を獲得。月間売上枚数は1.3万枚を記録。
2011年8月29日付のBillboard Japan Hot 100で60位、Billboard Hot Singles Salesで14位、Billboard Hot Animationで5位、Billborad Top Independent Albums and Singlesで2位を獲得した。
収録曲
（全作曲・編曲：藤田淳平）
1. 男気全開Go! Fight!! [3:46]
作詞：上松範康
  - テレビアニメ『うたの☆プリンスさまっ♪ マジLOVE1000%』第5話挿入歌
2. Changing our Song! [4:21]
作詞：RUCCA
  - PSPゲーム『うたの☆プリンスさまっ♪ Debut』翔ルート挿入歌
3. 男気全開Go! Fight!!（off vocal）
4. Changing our Song!（off vocal）

### 四ノ宮那月
「オリオンでSHOUT OUT」はアニメ第6話の挿入歌で、HAYATOのライブに乱入した那月がHAYATOに向けて唄った楽曲である。激しいロック調の曲であり、劇中の場面が真面目なシーンだった為、メッセージ性の強い楽曲になっている。
「Top Star Revolution」は、『うたの☆プリンスさまっ♪ Debut』の那月ルートの挿入歌として使用される。楽曲自体は、アップテンポであるが詞は切ない内容になっている。
チャート成績
2011年9月5日付のオリコン週間シングルチャートで10位を獲得。初動売上は1.4万枚を記録した。また、アイドルソングでは初のオリコン週間チャートへのTOP10入りを果たした。デイリーチャートでは2011年8月24日付のチャートで6位を獲得した。2011年8月度のオリコン月間シングルチャートでは38位を獲得。月間売上枚数は1.3万枚を記録。
2011年9月5日付のBillboard Japan Hot 100で39位、Billboard Hot Singles Salesで9位、Billboard Hot Animationで4位、Billborad Top Independent Albums and Singlesで2位を獲得した。
収録曲
（全作詞：上松範康、全作曲・編曲：菊田大介）
1. オリオンでSHOUT OUT [3:58]
作詞：上松範康、作曲・編曲：菊田大介
  - テレビアニメ『うたの☆プリンスさまっ♪ マジLOVE1000%』第6話挿入歌
2. Top Star Revolution [4:27]
  - PSPゲーム『うたの☆プリンスさまっ♪ Debut』那月ルート挿入歌
3. オリオンでSHOUT OUT（off vocal）
4. Top Star Revolution（off vocal）

### 一ノ瀬トキヤ
「七色のコンパス」はアニメ第1話、第7話の挿入歌である。第1話ではHAYATOの持ち歌として使用され、第7話では春歌とトキヤが初めて出会った場所でトキヤによって唄われた。楽曲イメージはラブソングであり、第1話の挿入歌として使用される曲であった為、インパクトを求めた結果、曲頭がアカペラからのスタートする曲になった。
「My Little Little Girl」は、『うたの☆プリンスさまっ♪ Debut』のトキヤルートの挿入歌として使用される。楽曲自体はスローテンポのバラード曲。
チャート成績
2011年9月12日付のオリコン週間シングルチャートで7位を獲得。初動売上は1.5万枚を記録し、現時点でのアイドルソングの中で最高の初動売上を記録した。また、四ノ宮那月のアイドルソングから2作連続でオリコン週間チャートへのTOP10入りを果たした。デイリーチャートでは2011年8月30日から9月1日付のチャートに3日連続で7位を獲得した。2011年9月度の月間シングルチャートでは23位を獲得。月間推定売上は2.0万枚を記録した。
2011年9月12日付のBillboard Hot Singles Salesで7位、Billboard Hot Animation、Billborad Top Independent Albums and Singlesで2位を獲得した。
収録曲
1. 七色のコンパス [4:14]
作詞：上松範康、作曲・編曲：藤間仁
  - テレビアニメ『うたの☆プリンスさまっ♪ マジLOVE1000%』第1話、第7話挿入歌
2. My Little Little Girl [4:40]
作詞：RUCCA、作曲：上松範康、編曲：菊田大介
  - PSPゲーム『うたの☆プリンスさまっ♪ Debut』トキヤルート挿入歌
3. 七色のコンパス（off vocal）
4. My Little Little Girl（off vocal）

### 愛島セシル
「Eternity Love」は、アニメ第8話の挿入歌として使用された。楽曲自体は「純粋な愛」をテーマにした壮大な曲であり、ファンタジックな要素を含んだ曲。
「愛と夢とアナタと」は、『うたの☆プリンスさまっ♪ Debut』のセシルルートの挿入歌として使用される。楽曲自体は「和テイスト」であり、主人公への想いを唄った曲。
チャート成績
2011年9月19日付のオリコン週間シングルチャートで13位を獲得。初動売上は0.9万枚を記録した。デイリーチャートでは2011年9月7日付のチャートで7位を獲得した。2011年9月度の月間シングルチャートでは40位を獲得。月間推定売上は1.1万枚を記録した。
2011年9月19日付のBillboard Hot Singles Salesで9位、Billboard Hot Animationで3位、Billborad Top Independent Albums and Singlesで1位を獲得した。
収録曲
（全作詞：RUCCA、全作曲・編曲：藤間仁）
1. Eternity Love [4:17]
  - テレビアニメ『うたの☆プリンスさまっ♪ マジLOVE1000%』第8話挿入歌
2. 愛と夢とアナタと [3:44]
  - PSPゲーム『うたの☆プリンスさまっ♪ Debut』セシルルート挿入歌
3. Eternity Love（off vocal）
4. 愛と夢とアナタと（off vocal）

## マジLOVE2000% アイドルソング
ジャケット画はアニメ第2期のキャラクターデザイン・森光恵による描き下ろしイラストを使用。さらに初回封入特典として、それぞれのキャラクターによる「アイドルエピソードカード」が同梱される。
「神宮寺レン」「四ノ宮那月」「一ノ瀬トキヤ」と相次いで週間アニメシングルチャート1位を獲得。「一ノ瀬トキヤ」は月間チャートでも1位を獲得した。累計売上も7枚全てが3万枚を超えるなど、驚異的なセールスを記録した。

### 来栖翔(2000%)
第2期アイドルソング第1弾。2013年5月1日にブロッコリーから発売された。「TRUE WING」はアニメ第2期第3話の挿入歌として使用された。ジャケットイラストは顔の部分が絵になっている。
チャート成績
2013年5月13日付のオリコン週間シングルチャートで4位を獲得。初動売上は2.2万枚と、第1期の3倍の売上を記録した。
収録曲
（全作詞：上松範康、全作曲・編曲：藤田淳平）
1. TRUE WING
  - テレビアニメ『うたの☆プリンスさまっ♪ マジLOVE2000%』第3話挿入歌
2. CHALLENGE!
  - PSPゲーム『うたの☆プリンスさまっ♪ All Star After Secret』翔ルート挿入歌
3. TRUE WING（off vocal）
4. CHALLENGE!（off vocal）

### 聖川真斗(2000%)
第2期アイドルソング第2弾。2013年5月8日にブロッコリーから発売された。「恋桜」はアニメ第2期第4話の挿入歌として使用された。ジャケットイラストは胴体の部分が新聞紙に描かれた絵になっている。
チャート成績
2013年5月8日付のオリコンデイリーシングルチャートでは1位を獲得。「うたの☆プリンスさまっ♪」の作品としては「トキヤ＆那月」以来、シングル作品としては初の1位獲得となった。2013年5月20日付のオリコン週間シングルチャートでは2.2万枚を売り上げ、「うたの☆プリンスさまっ♪」の作品としては最高記録となる2位を獲得した。
収録曲
（全作詞：上松範康、全作曲・編曲：藤間仁）
1. 恋桜
  - テレビアニメ『うたの☆プリンスさまっ♪ マジLOVE2000%』第4話挿入歌
2. Sanctuary
  - PSPゲーム『うたの☆プリンスさまっ♪ All Star After Secret』真斗ルート挿入歌
3. 恋桜（off vocal）
4. Sanctuary（off vocal）

### 一十木音也(2000%)
第2期アイドルソング第3弾。2013年5月15日にブロッコリーから発売された。「SMILE MAGIC」はアニメ第2期第5話の挿入歌として使用された。ジャケットイラストは王冠の部分が絵になっている。
チャート成績
2013年5月27日付のオリコン週間シングルチャートでは2.6万枚を売り上げ、4位を獲得した。
収録曲
（全作詞：上松範康、全作曲・編曲：中山真斗）
1. SMILE MAGIC
  - テレビアニメ『うたの☆プリンスさまっ♪ マジLOVE2000%』第5話挿入歌
2. HORIZON
  - PSPゲーム『うたの☆プリンスさまっ♪ All Star After Secret』音也ルート挿入歌
3. SMILE MAGIC（off vocal）
4. HORIZON（off vocal）

### 神宮寺レン(2000%)
第2期アイドルソング第4弾。2013年5月22日にブロッコリーから発売された。「オレンジラプソディ」はアニメ第2期第6話の挿入歌として使用された。ジャケットイラストはネクタイの部分が写真になっている。
チャート成績
2013年6月3日付のオリコン週間シングルチャートでは2.6万枚を売り上げ、5位を獲得した。また、アニメシングル部門では今シリーズ初の週間1位を獲得した。
収録曲
（全作詞：上松範康、全作曲・編曲：藤間仁）
1. オレンジラプソディ
  - テレビアニメ『うたの☆プリンスさまっ♪ マジLOVE2000%』第6話挿入歌
2. FREEDOM
  - PSPゲーム『うたの☆プリンスさまっ♪ All Star After Secret』レンルート挿入歌
3. オレンジラプソディ（off vocal）
4. FREEDOM（off vocal）

### 四ノ宮那月(2000%)
第2期アイドルソング第5弾。2013年5月29日にブロッコリーから発売された。「シリウスへの誓い」はアニメ第2期第7話の挿入歌として使用された。ジャケットイラストは王冠の部分が絵になっている。
チャート成績
2013年6月10日付のオリコン週間シングルチャートでは2.8万枚を売り上げ、5位を獲得した。また、アニメシングル部門では「神宮寺レン」に続き2週連続となる週間1位を獲得した。
収録曲
（全作詞：上松範康、全作曲・編曲：菊田大介）
1. シリウスへの誓い
  - テレビアニメ『うたの☆プリンスさまっ♪ マジLOVE2000%』第7話挿入歌
2. ☆YELL☆
  - PSPゲーム『うたの☆プリンスさまっ♪ All Star After Secret』那月ルート挿入歌
3. シリウスへの誓い（off vocal）
4. ☆YELL☆（off vocal）

### 愛島セシル(2000%)
第2期アイドルソング第6弾。2013年6月5日にブロッコリーから発売された。「星のファンタジア」はアニメ第2期第8話の挿入歌として使用された。ジャケットイラストは王冠と口元の部分が本の絵になっている。
チャート成績
2013年6月17日付のオリコン週間シングルチャートでは2.2万枚を売り上げ、8位を獲得した。
収録曲
（全作詞：上松範康、全作曲・編曲：藤間仁）
1. 星のファンタジア
  - テレビアニメ『うたの☆プリンスさまっ♪ マジLOVE2000%』第8話挿入歌
2. Happiness
  - PSPゲーム『うたの☆プリンスさまっ♪ All Star After Secret』セシルルート挿入歌
3. 星のファンタジア（off vocal）
4. Happiness（off vocal）

### 一ノ瀬トキヤ(2000%)
第2期アイドルソング第7弾。2013年6月12日にブロッコリーから発売された。「CRYSTAL TIME」はアニメ第2期第10話および第11話の挿入歌として使用された。ジャケットイラストは王冠と部分が額縁に入れられた絵になっている。
チャート成績
2013年6月11日付のオリコンデイリーランキングでは6位にランクイン。その後は一時15位に後退するなどしていたが、16日付では3位にランクインした。2013年6月24日付のオリコン週間ランキングでは今シリーズ最高初動となる初動3.5万枚を売り上げ、週間5位にランクインした。アニメシングル部門では「四ノ宮那月」以来2週ぶりとなる週間1位を獲得。さらに月間アニメシングルランキングでも初の1位を獲得した。
また、ビルボードのHot Animationにおいても初の1位を獲得した。
収録曲
（全作詞・作曲：上松範康、全編曲：菊田大介）
1. CRYSTAL TIME
  - テレビアニメ『うたの☆プリンスさまっ♪ マジLOVE2000%』第10話・第11話挿入歌
2. Independence
  - PSPゲーム『うたの☆プリンスさまっ♪ All Star After Secret』トキヤルート挿入歌
3. CRYSTAL TIME（off vocal）
4. Independence（off vocal）

## マジLOVEレボリューションズ アイドルソング
2015年4月22日より7週連続でリリースされる。今回はST☆RISHのメンバーはデュオ・トリオによる「クロスユニットアイドルソング」、QUARTET NIGHTのメンバーはソロによる「アイドルソング」とリリース形態が異なる。ジャケット画はアニメ第3期のキャラクターデザイン・森光恵による描き下ろしイラストを使用。さらに初回封入特典として、それぞれのキャラクターによる「アイドルエピソードカード」が同梱される。

### 一十木音也・四ノ宮那月
第3期アイドルソング第1弾。2015年4月22日にブロッコリーから発売された。表題曲「EMOTIONAL LIFE」はアニメ第3期第3話の挿入歌として使用された。
5月4日付のオリコン週間ランキングでは初動1.9万を売り上げ9位にランクインした。
収録曲
（全作詞：上松範康）
1. EMOTIONAL LIFE
作曲：上松範康、編曲：岩橋星実
歌：一十木音也（寺島拓篤）、四ノ宮那月（谷山紀章）
  - テレビアニメ『うたの☆プリンスさまっ♪ マジLOVEレボリューションズ』第3話挿入歌
2. 木漏れ日ダイヤモンド
作曲：藤田淳平、編曲：喜多智弘
歌：一十木音也（寺島拓篤）
3. The New World
作詞・作曲：上松範康、編曲：藤間仁
歌：四ノ宮那月（谷山紀章）
4. EMOTIONAL LIFE（off vocal）
5. 木漏れ日ダイヤモンド（off vocal）
6. The New World（off vocal）

### 美風藍
第3期アイドルソング第2弾。2015年4月29日にブロッコリーから発売された。表題曲「Innocent Wind」はアニメ第3期第4話の挿入歌として使用された。
5月11日付のオリコン週間ランキングでは初動2.1万を売り上げ9位にランクインした。
収録曲
（全作詞：上松範康）
1. Innocent Wind
作曲・編曲：藤田淳平
  - テレビアニメ『うたの☆プリンスさまっ♪ マジLOVEレボリューションズ』第4話挿入歌
2. ムネノコドウ
作曲：上松範康、編曲：母里治樹
3. Innocent Wind（off vocal）
4. ムネノコドウ（off vocal）

### 神宮寺レン・来栖翔・愛島セシル
第3期アイドルソング第3弾。2015年5月8日にブロッコリーから発売された。ゴールデンウィーク流通の関係でこのCDのみ金曜日の発売となる。表題曲「Code:T.V.U」はアニメ第3期第5話の挿入歌として使用された。
チャート成績
5月7日付のオリコンデイリーランキングでは0.8万枚を売り上げ2位にランクイン。5月18日付のオリコン週間ランキングでは初動1.6万を売り上げ3位にランクイン。アニメ第3期のシングルとしてはアニメ部門で初の1位を獲得した。
収録曲
（全作詞：上松範康）
1. Code:T.V.U
作曲・編曲：藤間仁
歌：神宮寺レン（諏訪部順一）、来栖翔（下野紘）、愛島セシル（鳥海浩輔）
  - テレビアニメ『うたの☆プリンスさまっ♪ マジLOVEレボリューションズ』第5話挿入歌
2. Mellow×2 Chu
作曲：藤田淳平、編曲：岩橋星実
歌：神宮寺レン（諏訪部順一）
3. すべてを歌にっ！
作曲：藤間仁、編曲：岩橋星実
歌：来栖翔（下野紘）
4. GREEN AMBITION
作曲：上松範康、編曲：末益涼太
歌：愛島セシル（鳥海浩輔）
5. Code:T.V.U（off vocal）
6. Mellow×2 Chu（off vocal）
7. すべてを歌にっ！（off vocal）
8. GREEN AMBITION（off vocal）

### カミュ
第3期アイドルソング第4弾。2015年5月13日にブロッコリーから発売された。表題曲「Saintly Territory」はアニメ第3期第6話の挿入歌として使用された。
チャート成績
5月12日付のオリコンデイリーランキングでは7位にランクイン。翌13日付には4位にランクインした。5月25日付のオリコン週間ランキングでは初動1.7万を売り上げ4位にランクインした。
収録曲
（全作詞：上松範康）
1. Saintly Territory
作曲：藤間仁、編曲：Evan Call
  - テレビアニメ『うたの☆プリンスさまっ♪ マジLOVEレボリューションズ』第6話挿入歌
2. Double face
作曲：上松範康、編曲：末益涼太
3. Saintly Territory（off vocal）
4. Double face（off vocal）

### 黒崎蘭丸
第3期アイドルソング第5弾。2015年5月20日にブロッコリーから発売された。表題曲「ONLY ONE」はアニメ第3期第7話の挿入歌として使用された。
チャート成績
5月19日付のオリコンデイリーランキングでは7位にランクイン。翌20日付には6位にランクインした。6月1日付のオリコン週間ランキングでは初動1.8万を売り上げ6位にランクインした。
収録曲
（全作詞・作曲：上松範康）
1. ONLY ONE
編曲：岩橋星実
  - テレビアニメ『うたの☆プリンスさまっ♪ マジLOVEレボリューションズ』第7話挿入歌
2. No.1
編曲：藤田淳平
3. ONLY ONE（off vocal）
4. No.1（off vocal）

### 聖川真斗・一ノ瀬トキヤ
第3期アイドルソング第6弾。2015年5月27日にブロッコリーから発売された。表題曲「ORIGINAL RESONANCE」はアニメ第3期第8話の挿入歌として使用された。
チャート成績
5月26日付のオリコンデイリーランキングでは8位にランクイン。翌27日付には4位にランクインした。6月8日付のオリコン週間ランキングでは初動2.7万を売り上げ8位にランクイン。第3期アイドルソングで最も高い初動を記録した。2週目の6月15日付でも0.7万を売り上げ、第3期アイドルソングの最高売上を記録した。
収録曲
（全作詞：上松範康）
1. ORIGINAL RESONANCE
作曲：上松範康、編曲：藤間仁
歌：聖川真斗（鈴村健一）、一ノ瀬トキヤ（宮野真守）
  - テレビアニメ『うたの☆プリンスさまっ♪ マジLOVEレボリューションズ』第8話挿入歌
2. 静炎ブレイブハート
作曲・編曲：Evan Call
歌：聖川真斗（鈴村健一）
3. SECRET LOVER
作詞：上松範康、作曲・編曲：藤間仁
歌：一ノ瀬トキヤ（宮野真守）
4. ORIGINAL RESONANCE（off vocal）
5. 静炎ブレイブハート（off vocal）
6. SECRET LOVER（off vocal）

### 寿嶺二
第3期アイドルソング第7弾。2015年6月3日にブロッコリーから発売された。表題曲「NEVER...」はアニメ第3期の第9話挿入歌として使用された。
チャート成績
6月2日付のオリコンデイリーランキングでは9233枚を売り上げ2位にランクイン。6月15日付のオリコン週間ランキングでは初動2.1万を売り上げ3位にランクイン。アニメ部門では第3期アイドルソングとしては第3弾以来の1位を獲得した。
収録曲
（全作詞：上松範康、全編曲：喜多智弘）
1. NEVER...
作曲：上松範康
  - テレビアニメ『うたの☆プリンスさまっ♪ マジLOVEレボリューションズ』第9話挿入歌
2. Hurray×2 ドリーマーズ
作曲：喜多智弘
3. NEVER...（off vocal）
4. Hurray×2 ドリーマーズ（off vocal）

## マジLOVEレジェンドスター アイドルソング
2016年10月26日より7週連続でリリースされる第4期のアイドルソングシリーズ。今回はST☆RISHとHE★VENSのメンバーによる「デュエットアイドルソング」となっており、アイドルソングシリーズとしては初めて初回盤・通常盤の2形態でリリースされる。初回盤には、それぞれのキャラクターが描かれた缶バッジが同梱される。

### 一ノ瀬トキヤ&鳳瑛二
第4期アイドルソング第1弾。2016年10月26日にブロッコリーから発売された。表題曲「Mighty Aura」はアニメ第4期第3話の挿入歌として使用された。
収録曲
1. Mighty Aura
作詞・作曲：上松範康、編曲：藤永龍太郎
歌：一ノ瀬トキヤ（宮野真守）、鳳瑛二（内田雄馬）
  - テレビアニメ『うたの☆プリンスさまっ♪ マジLOVEレジェンドスター』第3話挿入歌
2. Be the light!
作詞：織田あすか、作曲・編曲：藤田淳平
歌：一ノ瀬トキヤ（宮野真守）
3. Dreamer
作詞：織田あすか、作曲・編曲：藤永龍太郎
歌：鳳瑛二（内田雄馬）
4. Mighty Aura（off vocal）
5. Be the light!（off vocal）
6. Dreamer（off vocal）

### 来栖翔&日向大和
第4期アイドルソング第2弾。2016年11月2日にブロッコリーから発売された。表題曲「JUSTICE IMPULSE」はアニメ第4期第4話の挿入歌として使用された。
収録曲
1. JUSTICE IMPULSE
作詞：織田あすか、作曲：藤田淳平、編曲：末益涼太
歌：来栖翔（下野紘）、日向大和（木村良平）
  - テレビアニメ『うたの☆プリンスさまっ♪ マジLOVEレジェンドスター』第4話挿入歌
2. 初恋をまたはじめよう
作詞：上松範康、作曲・編曲：母里治樹
歌：来栖翔（下野紘）
3. OVER THE TOP
作詞：織田あすか、作曲・編曲：菊田大介
歌：日向大和（木村良平）
4. JUSTICE IMPULSE（off vocal）
5. 初恋をまたはじめよう（off vocal）
6. OVER THE TOP（off vocal）

### 愛島セシル&天草シオン
第4期アイドルソング第3弾。2016年11月9日にブロッコリーから発売された。表題曲「Visible Elf」はアニメ第4期第5話の挿入歌として使用された。
収録曲
1. Visible Elf
作詞：織田あすか、作曲：母里治樹、編曲：菊田大介
歌：愛島セシル（鳥海浩輔）、天草シオン（山下大輝）
  - テレビアニメ『うたの☆プリンスさまっ♪ マジLOVEレジェンドスター』第5話挿入歌
2. 甘美なるアルカディア
作詞：上松範康、作曲：菊田大介、編曲：岩橋星実
歌：愛島セシル（鳥海浩輔）
3. 導き光
作詞：織田あすか、作曲・編曲：藤永龍太郎
歌：天草シオン（山下大輝）
4. Visible Elf（off vocal）
5. 甘美なるアルカディア（off vocal）
6. 導き光（off vocal）

### 神宮寺レン&桐生院ヴァン
第4期アイドルソング第4弾。2016年11月16日にブロッコリーから発売された。表題曲「Lovely Eyes」はアニメ第4期第6話の挿入歌として使用された。
収録曲
1. Lovely Eyes
作詞：織田あすか、作曲：藤間仁、編曲：Evan Call
歌：神宮寺レン（諏訪部順一）、桐生院ヴァン（高橋英則）
  - テレビアニメ『うたの☆プリンスさまっ♪ マジLOVEレジェンドスター』第6話挿入歌
2. Give Me True Love
作詞：上松範康、作曲・編曲：藤田淳平
歌：神宮寺レン（諏訪部順一）
3. My cutie...Drive me crazy!
作詞：織田あすか、作曲・編曲：藤間仁
歌：桐生院ヴァン（高橋英則）
4. Lovely Eyes（off vocal）
5. Give Me True Love（off vocal）
6. My cutie...Drive me crazy!（off vocal）

### 四ノ宮那月&帝ナギ
第4期アイドルソング第5弾。2016年11月23日にブロッコリーから発売された。表題曲「Grown empathy」はアニメ第4期第7話の挿入歌として使用された。
収録曲
1. Grown empathy
作詞：織田あすか、作曲：藤田淳平、編曲：岩橋星実
歌：四ノ宮那月（谷山紀章）、帝ナギ（代永翼）
  - テレビアニメ『うたの☆プリンスさまっ♪ マジLOVEレジェンドスター』第7話挿入歌
2. Tears in love
作詞：上松範康、作曲・編曲：藤間仁
歌：四ノ宮那月（谷山紀章）
3. You're mine!
作詞：織田あすか、作曲・編曲：末益涼太
歌：帝ナギ（代永翼）
4. Grown empathy（off vocal）
5. Tears in love（off vocal）
6. You're mine!（off vocal）

### 聖川真斗&皇綺羅
第4期アイドルソング第6弾。2016年11月30日にブロッコリーから発売された。表題曲「Lasting Oneness」はアニメ第4期第8話の挿入歌として使用された。
収録曲
1. Lasting Oneness
作詞・作曲：上松範康、編曲：末益涼太
歌：聖川真斗（鈴村健一）、皇綺羅（小野大輔）
  - テレビアニメ『うたの☆プリンスさまっ♪ マジLOVEレジェンドスター』第8話挿入歌
2. I swear...
作詞：織田あすか、作曲・編曲：岩橋星実
歌：聖川真斗（鈴村健一）
3. Dazzling darling
作詞：織田あすか、作曲・編曲：母里浩樹
歌：皇綺羅（小野大輔）
4. Lasting Oneness（off vocal）
5. I swear...（off vocal）
6. Dazling darling（off vocal）

### 一十木音也&鳳瑛一
第4期アイドルソング第7弾。2016年12月7日にブロッコリーから発売された。表題曲「NEXT DOOR」はアニメ第4期第9話の挿入歌として使用された。
収録曲
1. NEXT DOOR
作詞：上松範康、作曲：菊田大介、編曲：藤永龍太郎
歌：一十木音也（寺島拓篤）、鳳瑛一（緑川光）
  - テレビアニメ『うたの☆プリンスさまっ♪ マジLOVEレジェンドスター』第9話挿入歌
2. Brilliant Days
作詞：織田あすか、作曲：上松範康、編曲：藤永龍太郎
歌：一十木音也（寺島拓篤）
3. STATE OF PERFECTION
作詞：織田あすか、作曲：上松範康、編曲：菊田大介
歌：鳳瑛一（緑川光）
4. NEXT DOOR（off vocal）
5. Brilliant Days（off vocal）
6. STATE OF PERFECTION（off vocal）

## マジLOVEスターリッシュツアーズ アイドルソング
2022年5月18日より8隔週連続でリリースされた劇場版2作目のアイドルソングシリーズ。アニメ2期以来9年ぶりとなる、ST☆RISHメンバーのソロアイドルソングとなっており、アニメ4期シリーズに引き続き初回盤・通常盤の2形態でリリースされた。ソロアイドルソングに加え、今作のために結成されたクロスユニットアイドルソングもリリースされた。
「神宮寺レン」リリース時点で、アニメ4期シリーズでは一つも出なかった週間アニメシングルチャート1位が「一ノ瀬トキヤ」を除き4人が獲得するなど、シリーズ最多の首位獲得ラッシュとなっている。特に「一十木音也」「聖川真斗」はシリーズを通じて初の1位獲得となった。

### 一十木音也
劇場版2作目アイドルソング第1弾。2022年5月18日にブロッコリーから発売された。
表題曲「Ok, Hello World!」は、UKロックをイメージした、エレキギターの音色が印象的なロックチューンとのこと。
収録曲
1. Ok, Hello World!

　　　　作詞・作曲：上松範康、編曲：藤永龍太郎
- 劇場版『うたの☆プリンスさまっ♪ マジLOVEスターリッシュツアーズ』挿入歌

　　2. POP SHOWER
　　　　作詞：Spirit Garden、作曲・編曲：藤永龍太郎
　　3. Ok, Hello World! (off vocal)

　　4. POP SHOWER (off vocal)

### 聖川真斗
劇場版2作目アイドルソング第2弾。2022年6月1日にブロッコリーから発売された。
表題曲「Snow Ballade」は、北欧の冬をイメージした、煌めきに満ちた優しいメロディのバラード、とのこと。
収録曲
1. Snow Ballade

　　　　作詞：上松範康、作曲・編曲：藤永龍太郎
- 劇場版『うたの☆プリンスさまっ♪ マジLOVEスターリッシュツアーズ』挿入歌

　　2. Stay with...
　　　　作詞：Spirit Garden、作曲・編曲：都丸涼太
　　3. Snow Ballade (off vocal)

　　4. Stay with... (off vocal)

### 四ノ宮那月
劇場版2作目アイドルソング第3弾。2022年6月15日にブロッコリーから発売された。
表題曲「愛をボナペティ♪」は、フレンチポップをイメージした、言葉遊びのようなキュートなリリックのポップな楽曲、とのこと。
収録曲
1. 愛をボナペティ♪

　　　　作詞：上松範康、作曲・編曲：藤間仁
- 劇場版『うたの☆プリンスさまっ♪ マジLOVEスターリッシュツアーズ』挿入歌

　　2. With Ding Dong
　　　　作詞：Spirit Garden、作曲・編曲：日高勇輝
　　3. 愛をボナペティ♪ (off vocal)

　　4. With Ding Dong (off vocal)

### 一ノ瀬トキヤ
劇場版2作目アイドルソング第4弾。2022年6月29日にブロッコリーから発売された。
表題曲「TRIGGER CHANCE」は、ブロードウェイをイメージした、ダイナミックなビッグバンドが印象的なジャズテイストの楽曲、とのこと。
収録曲
1. TRIGGER CHANCE

　　　　作詞：上松範康、作曲・編曲：藤田淳平
- 劇場版『うたの☆プリンスさまっ♪ マジLOVEスターリッシュツアーズ』挿入歌

　　2. PERFECT STORY
　　　　作詞：Spirit Garden、作曲・編曲：藤間仁
　　3. TRIGGER CHANCE (off vocal)

　　4. PERFECT STORY (off vocal)

### 神宮寺レン
劇場版2作目アイドルソング第5弾。2022年7月13日にブロッコリーから発売された。
表題曲「Ready to be a Lady」は、激しいアルゼンチンタンゴのリズムに乗せ、情熱的なメロディとリリックで魅せる楽曲、とのこと。
収録曲
1. Ready to be a Lady

　　　　作詞：上松範康、作曲・編曲：菊田大介
- 劇場版『うたの☆プリンスさまっ♪ マジLOVEスターリッシュツアーズ』挿入歌

　　2. DREAM TALE
　　　　作詞：Spirit Garden、作曲・編曲：藤永龍太郎
　　3. Ready to be a Lady (off vocal)

　　4. DREAM TALE (off vocal)

### 来栖翔
劇場版2作目アイドルソング第6弾。2022年7月27日にブロッコリーから発売された。
表題曲「来来☆オーライ」は、二胡の音色がアクセントのデジタルサウンドが楽しいパワフルな楽曲、とのこと。
収録曲
1. 来来☆オーライ

　　　　作詞：上松範康、作曲・編曲：笹井勇太
- 劇場版『うたの☆プリンスさまっ♪ マジLOVEスターリッシュツアーズ』挿入歌

　　2. Dizzy Glow
　　　　作詞：Spirit Garden、作曲・編曲：近藤世真
　　3. 来来☆オーライ (off vocal)

　　4. Dizzy Glow (off vocal)

### 愛島セシル
劇場版2作目アイドルソング第7弾。2022年8月10日にブロッコリーから発売された。
表題曲「トリッドラヴ」は、広大な砂漠の光景が浮かぶようなメロディが光る、アップテンポなダンスチューン、とのこと。
収録曲
1. トリッドラヴ

　　　　作詞：上松範康、作曲・編曲：岩崎星実
- 劇場版『うたの☆プリンスさまっ♪ マジLOVEスターリッシュツアーズ』挿入歌

　　2. Re:alive
　　　　作詞：Spirit Garden、作曲・編曲：藤田淳平
　　3. トリッドラヴ (off vocal)

　　4. Re:alive (off vocal)

### クロスユニットアイドルソング
劇場版2作目アイドルソング第8弾。2022年8月24日にブロッコリーから発売された。
今作のために結成されたクロスユニット2組それぞれの楽曲が収録されている。「UUUU」(読み方：フォーユー)はアッパーなクラブミュージック、「SAMURAIZM」(読み方：サムライズム)は和風な音色がポイントのダンスミュージックとなっている。
収録曲
1. UUUU

　　　　歌唱：一十木音也 (寺島拓篤)、四ノ宮那月 (谷山紀章)、神宮寺レン (諏訪部順一)、来栖翔 (下野紘)　
　　　　作詞：上松範康、作曲・編曲：岩崎星実
　　2. SAMURAIZM
　　　　歌唱：聖川真斗 (鈴村健一)、一ノ瀬トキヤ (宮野真守)、愛島セシル (鳥海浩輔)
　　　　作詞：上松範康、作曲・編曲：岩崎星実
　　3. UUUU (off vocal)

　　4. SAMURAIZM (off vocal)

## アイドルソング（QUARTET NIGHT）
QUARTET NIGHTメンバー4人によるアイドルソングシリーズ。これまでに第4弾までが発売されている。
2012年にリリースされた第1弾はPSPゲーム『うたの☆プリンスさまっ♪ All Star』の挿入歌・主題歌として、2014年にリリースされた第2弾は続編『うたの☆プリンスさまっ♪ All Star After Secret』の挿入歌・主題歌として使用された。2017年にリリースされた第3弾、及び2021年にリリースされた第4弾は、ゲームの挿入歌・主題歌としては起用されていない。
初回封入特典としてクロストークカードが同梱されている。

### 嶺二&藍
2012年8月22日発売。
チャート成績
2012年9月3日付のオリコン週間シングルチャートで9位を獲得。初動売上は1.4万枚を記録した。デイリーチャートでは8月21日から8月24日付まで4日連続で最高位の9位を獲得した。また、2012年8月度のオリコン月間シングルチャートで44位を獲得。推定売上枚数は1.6万枚を記録した。

2012年9月3日付のBillboard JAPAN HOT 100で29位、Billboard JAPAN Hot Singles Salesで8位、Billboard JAPAN Hot Animationで4位、Billborad Top Independent Albums and Singlesで首位を獲得した。また、2012年8月20日から8月26日調査分のサウンドスキャンの週間シングルCDソフトTOP20で10位を獲得した。
収録曲
1. 溺愛テンプテーション [4:25]
歌：寿嶺二（森久保祥太郎）
作詞：上松範康、作曲・編曲：菊田大介
  - PSPゲーム『うたの☆プリンスさまっ♪ All Star』嶺二ルート挿入歌
2. WinterBlossom [5:16]
歌：美風藍（蒼井翔太）
作詞：上松範康、作曲・編曲：藤間仁
  - PSPゲーム『うたの☆プリンスさまっ♪ All Star』藍ルート挿入歌
3. 溺愛テンプテーション（off vocal）
4. WinterBlossom（off vocal）

### 蘭丸&カミュ
2012年9月5日発売。
チャート成績
2012年9月17日付のオリコン週間シングルチャートで9位を獲得。初動売上は1.4万枚を記録した。デイリーチャートでは9月5日付で最高位の8位を獲得した。

2012年9月17日付のBillboard JAPAN Hot Singles Salesで8位、Billboard JAPAN Hot Animationで2位、Billboard JAPAN Top Independent Albums and Singlesで首位、2012年9月3日から9月9日調査分のサウンドスキャンの週間シングルCDソフトTOP20で9位を獲得した。
収録曲
1. BRIGHT ROAD [3:59]
歌：黒崎蘭丸（鈴木達央）
作詞：上松範康、作曲・編曲：藤田淳平
  - PSPゲーム『うたの☆プリンスさまっ♪ All Star』蘭丸ルート挿入歌
2. 絶対零度Emotion [4:10]
歌：カミュ（前野智昭）
作詞：上松範康、作曲・編曲：中山真斗
  - PSPゲーム『うたの☆プリンスさまっ♪ All Star』カミュルート挿入歌
3. BRIGHT ROAD（off vocal）
4. 絶対零度Emotion（off vocal）

### 寿嶺二(All Star After Secret)
2014年4月30日発売。
収録曲
1. 愛しき人へ
作詞・作曲：上松範康、編曲：藤間仁
歌：寿嶺二（森久保祥太郎）
  - PSPゲーム『うたの☆プリンスさまっ♪ All Star After Secret』嶺二ルート挿入歌
2. キスはウインクで
作詞：上松範康、作曲・編曲：岩橋星実
歌：寿嶺二（森久保祥太郎）
  - PSPゲーム『うたの☆プリンスさまっ♪ All Star After Secret』嶺二ルート挿入歌
3. 愛しき人へ（off vocal）
4. キスはウインクで（off vocal）

### 黒崎蘭丸(All Star After Secret)
2014年5月28日発売。
収録曲
1. Not Bad
作詞：上松範康、作曲：母里治樹、編曲：岩橋星実
歌：黒崎蘭丸（鈴木達央）
  - PSPゲーム『うたの☆プリンスさまっ♪ All Star After Secret』蘭丸ルート挿入歌
2. WILD SOUL
作詞：上松範康、作曲・編曲：藤田淳平
歌：黒崎蘭丸（鈴木達央）
  - PSPゲーム『うたの☆プリンスさまっ♪ All Star After Secret』蘭丸ルート挿入歌
3. Not Bad（off vocal）
4. WILD SOUL（off vocal）

### 美風藍(All Star After Secret)
2014年6月27日発売。
本作は、Billboard Japan Hot Animation（2014年7月7日付）にて、1位を獲得した。
収録曲
1. A.I
作詞・作曲：上松範康、編曲：藤間仁
歌：美風藍（蒼井翔太）
  - PSPゲーム『うたの☆プリンスさまっ♪ All Star After Secret』藍ルート挿入歌
2. 二人のモノグラム
作詞：上松範康、作曲・編曲：藤田淳平
歌：美風藍（蒼井翔太）
  - PSPゲーム『うたの☆プリンスさまっ♪ All Star After Secret』藍ルート挿入歌
3. A.I（off vocal）
4. 二人のモノグラム（off vocal）

### カミュ(All Star After Secret)
2014年7月30日発売。
収録曲
1. 純潔なる愛-Aspiration-
作詞：上松範康、作曲・編曲：藤間仁
歌：カミュ（前野智昭）
  - PSPゲーム『うたの☆プリンスさまっ♪ All Star After Secret』カミュルート挿入歌
2. AURORA
作詞：上松範康、作曲・編曲：Evan Call
歌：カミュ（前野智昭）
  - PSPゲーム『うたの☆プリンスさまっ♪ All Star After Secret』カミュルート挿入歌
3. 純潔なる愛-Aspiration-（off vocal）
4. AURORA（off vocal）

### カルテットアイドルソング
2014年8月24日発売。
収録曲
1. マリアージュ
作詞：上松範康、作曲・編曲：藤田淳平
歌：寿嶺二（森久保祥太郎）、黒崎蘭丸（鈴木達央）、美風藍（蒼井翔太）、カミュ（前野智昭）
  - PSPゲーム『うたの☆プリンスさまっ♪ All Star After Secret』オープニング主題歌
2. You're my life
作詞・作曲：上松範康、編曲：藤田淳平
歌：寿嶺二（森久保祥太郎）、黒崎蘭丸（鈴木達央）、美風藍（蒼井翔太）、カミュ（前野智昭）
3. マリアージュ（off vocal）
4. You're my life（off vocal）

### 嶺二&カミュ
2017年5月17日発売。2週連続リリースの第1弾。初回限定盤と通常盤の2形態で発売され、初回限定盤にはブックレットと限定缶バッジが付属する。
チャート成績
2017年5月29日付のオリコン週間シングルチャートでは初動1.9万枚を売り上げ4位を獲得。週間アニメチャートでは「God's S.T.A.R.」に続いて2作連続で1位獲得となった。
収録曲
1. KILLER KISS
歌：寿嶺二（森久保祥太郎）、カミュ（前野智昭）
作詞：上松範康、作曲・編曲：菊田大介
2. オン・ユア・マーク！
歌：寿嶺二（森久保祥太郎）
作詞：上松範康、作曲：藤田淳平、編曲：母里治樹
3. Melting of snow
歌：カミュ（前野智昭）
作詞：上松範康、作曲・編曲：藤間仁
4. KILLER KISS（off vocal）
5. オン・ユア・マーク！（off vocal）
6. Melting of snow（off vocal）

### 蘭丸&藍
2017年5月24日発売。2週連続リリースの第2弾。初回限定盤と通常盤の2形態で発売され、初回限定盤にはブックレットと限定缶バッジが付属する。
収録曲
（全作詞・作曲：上松範康）
1. ハルハナ
歌：黒崎蘭丸（鈴木達央）、美風藍（蒼井翔太）
編曲：藤田淳平
2. BE PROUD
歌：黒崎蘭丸（鈴木達央）
編曲：岩橋星実
3. シンクロニズム
歌：美風藍（蒼井翔太）
編曲：藤間仁
4. ハルハナ（off vocal）
5. BE PROUD（off vocal）
6. シンクロニズム（off vocal）

### 寿嶺二
2021年2月10日発売。
収録曲
1. Alright, All night
作詞：上松範康、作曲・編曲：竹田祐介
歌：寿嶺二（森久保祥太郎）
2. Timepiece
作詞：Spirit Garden、作曲・編曲：菊田大介
歌：寿嶺二（森久保祥太郎）
3. Alright, All night（off vocal）
4. Timepiece（off vocal）
5. スペシャルコメント「Alright, All night」※Ver.Aのみ/スペシャルコメント「Timepiece」※Ver.Bのみ

### 黒崎蘭丸
2021年2月24日発売。
収録曲
1. Clap Hands!!
作詞：上松範康、作曲・編曲：藤永龍太郎
歌：黒崎蘭丸（鈴木達央）
2. I LOVE & NEED YOU
作詞：Spirit Garden、作曲・編曲：藤田淳平
歌：黒崎蘭丸（鈴木達央）
3. Clap Hands!!（off vocal）
4. I LOVE & NEED YOU（off vocal）
5. スペシャルコメント「Clap Hands!!」※Ver.Aのみ/スペシャルコメント「I LOVE & NEED YOU」※Ver.Bのみ

### 美風藍
2021年3月10日発売。
収録曲
1. ラヴ・エボル
作詞：上松範康、作曲・編曲：藤田淳平
歌：美風藍（蒼井翔太）
2. Dream Maker
作詞：Spirit Garden、作曲・編曲：笠井雄太
歌：美風藍（蒼井翔太）
3. ラヴ・エボル（off vocal）
4. Dream Maker（off vocal）
5. スペシャルコメント「ラヴ・エボル」※Ver.Aのみ/スペシャルコメント「Dream Maker」※Ver.Bのみ

### カミュ
2021年3月24日発売。
収録曲
1. Steward Dance
作詞：上松範康、作曲・編曲：都丸椋大
歌：カミュ（前野智昭）
2. ALL MY MISSION
作詞：Spirit Garden、作曲・編曲：藤間仁
歌：カミュ（前野智昭）
3. Steward Dance（off vocal）
4. ALL MY MISSION（off vocal）
5. スペシャルコメント「Steward Dance」※Ver.Aのみ/スペシャルコメント「ALL MY MISSION」※Ver.Bのみ

## TABOO NIGHT XXXX アイドルソング
2025年2月5日より3ヶ月連続・隔週でリリースされた劇場版3作目のアイドルソングシリーズ。ソロアイドルソングに加え、デュエットCD、メドレーCDも発売された。

### 寿嶺二
劇場版3作目アイドルソング第1弾。2025年2月5日にブロッコリーから発売された。
収録曲
1. 零-Zero-

　　　　作詞：上松範康、作曲・編曲：藤永龍太郎
- 劇場版『うたの☆プリンスさまっ♪ TABOO NIGHT XXXX』挿入歌

　　2. ワンダフルSMILE
　　　　作詞：上松範康、作曲・編曲：藤田淳平
　　3. 零-Zero- (off vocal)
　　4. ワンダフルSMILE (off vocal)
　　5. ドキュメンタリードラマ　ソロインタビュー 寿嶺二

### 黒崎蘭丸
劇場版3作目アイドルソング第2弾。2025年2月19日にブロッコリーから発売された。
収録曲
1. Black Panther

　　　　作詞：上松範康、作曲：藤間仁、編曲：竹田祐介
- 劇場版『うたの☆プリンスさまっ♪ TABOO NIGHT XXXX』挿入歌

　　2. WINNER
　　　　作詞：Spirit Garden、作曲・編曲：藤永龍太郎
　　3. Black Panther (off vocal)
　　4. WINNER (off vocal)
　　5. ドキュメンタリードラマ　ソロインタビュー 黒崎蘭丸

### 美風藍
劇場版3作目アイドルソング第3弾。2025年3月5日にブロッコリーから発売された。
収録曲
1. Am I a fairy or...?

　　　　作詞：上松範康、作曲・編曲：岩崎星実
- 劇場版『うたの☆プリンスさまっ♪ TABOO NIGHT XXXX』挿入歌

　　2. 紡ぐ日常
　　　　作詞：Spirit Garden、作曲・編曲：竹田祐介
　　3. Am I a fairy or...? (off vocal)
　　4. 紡ぐ日常 (off vocal)
　　5. ドキュメンタリードラマ　ソロインタビュー 美風藍 

### カミュ
劇場版3作目アイドルソング第4弾。2025年3月19日にブロッコリーから発売された。
収録曲
1. 氷道化師 -Ice Pierrot-

　　　　作詞：上松範康、作曲・編曲：菊田大介
- 劇場版『うたの☆プリンスさまっ♪ TABOO NIGHT XXXX』挿入歌

　　2. Romantic days
　　　　作詞：Spirit Garden、作曲・編曲：藤間仁
　　3. 氷道化師 -Ice Pierrot- (off vocal)
　　4. Romantic days (off vocal)
　　5. ドキュメンタリードラマ　ソロインタビュー カミュ

### デュエットアイドルソング
劇場版3作目アイドルソング第5弾。2025年4月2日にブロッコリーから発売された。
デュエットソングの制作過程を追ったドキュメンタリーパートも収録。
収録曲
1. The RUN to the RAY

　　　　作詞：上松範康、作曲・編曲：都丸椋太
　　　　歌：寿嶺二 (森久保祥太郎)、黒崎蘭丸 (鈴木達央)
　　2. God Love警報発令
　　　　作詞：上松範康、作曲・編曲：藤田淳平
　　　　歌：美風藍 (蒼井翔太)、カミュ (前野智昭)
　　3. The RUN to the RAY (off vocal)
　　4. God Love警報発令 (off vocal)
　　5. ドキュメンタリードラマ　デュエットソング chapter 1
　　6. ドキュメンタリードラマ　デュエットソング chapter 2
　　7. ドキュメンタリードラマ　デュエットソング chapter 3
　　8. ドキュメンタリードラマ　デュエットソング chapter 4
　　9. ドキュメンタリードラマ　デュエットソング chapter 5
　　10. ドキュメンタリードラマ　デュエットソング chapter 6
　　11. ドキュメンタリードラマ　デュエットソング chapter 7
　　12. ドキュメンタリードラマ　デュエットソング chapter 8
　　13. ドキュメンタリードラマ　デュエットソング chapter 9
　　14. ドキュメンタリードラマ　デュエットソング chapter 10

### メドレーアイドルソング
劇場版3作目アイドルソング第5弾。2025年4月16日にブロッコリーから発売された。1曲目「Jewelful XXXX」は、アイドル4人のソロ曲をメドレー形式に合わせたもの。
本ライブに至るまでの経緯を追ったドキュメンタリーパートも収録。
収録曲
1. Jewelful XXXX

　　　　作詞：RUCCA、作曲：上松範康、編曲：都丸椋太、近藤世真、日高勇輝、藤永龍太郎
　　　　歌：寿嶺二 (森久保祥太郎)、黒崎蘭丸 (鈴木達央)、美風藍 (蒼井翔太)、カミュ (前野智昭)
　　2. Seize me if you can
　　　　作詞：RUCCA、作曲：上松範康、編曲：都丸椋太
　　　　歌：寿嶺二 (森久保祥太郎)
　　3. Force & Faith
　　　　作詞：RUCCA、作曲：上松範康、編曲：近藤世真
　　　　歌：黒崎蘭丸 (鈴木達央)
　　4. Wandering in a maze
　　　　作詞：RUCCA、作曲：上松範康、編曲：日高勇輝
　　　　歌：美風藍 (蒼井翔太)
　　5. Do you know who I'm
　　　　作詞：RUCCA、作曲：上松範康、編曲：藤永龍太郎
　　　　歌：カミュ (前野智昭)
　　6. Seize me if you can (off vocal)
　　7. Force & Faith (off vocal)
　　8. Wandering in a maze (off vocal)
　　9. Do you know who I'm (off vocal)
　　10. ドキュメンタリードラマ　メドレーソング chapter 1
　　11. ドキュメンタリードラマ　メドレーソング chapter 2
　　12. ドキュメンタリードラマ　メドレーソング chapter 3
　　13. ドキュメンタリードラマ　メドレーソング chapter 4
　　14. ドキュメンタリードラマ　メドレーソング chapter 5
　　15. ドキュメンタリードラマ　メドレーソング chapter 6
　　16. ドキュメンタリードラマ　メドレーソング chapter 7
　　17. ドキュメンタリードラマ　メドレーソング chapter 8
　　18. ドキュメンタリードラマ　メドレーソング chapter 9
　　19. ドキュメンタリードラマ　メドレーソング chapter 10

## 劇場版サウンドトラック

### 劇場版1作目：マジLOVEキングダム

#### SET LIST ～劇場版 うたの☆プリンスさまっ♪ マジLOVEキングダム 挿入歌集～
劇場版1作目の公開を記念しリリースされた、挿入歌のライブサイズを集めたミニアルバム。
収録曲
1. Overture 〜 ファンタジック☆プレリュード (Live Size)
2. THE WORLD IS MINE (Live Size)
3. GIRAx2★SEVEN (Live Size)
4. Up-Down-Up! (Live Size)
5. エゴイスティック (Live Size)
6. Feather in the hand (Live Size)
7. 相愛トロイメライ (Live Size)
8. Colorfully☆Spark (Live Size)
9. カレイドスコープ (Live Size)
10. 愛を捧げよ 〜the secret Shangri-la〜 (Live Size)
11. FLY TO THE FUTURE (Live Size)
12. ウルトラブラスト (Live Size)
13. マジLOVEキングダム (Live Size)

### 劇場版2作目：マジLOVEスターリッシュツアーズ

#### SET LIST 2 ～劇場版 うたの☆プリンスさまっ♪ マジLOVEスターリッシュツアーズ 挿入歌集～
劇場版2作目の公開を記念しリリースされた、挿入歌のライブサイズを集めたミニアルバム。
収録曲
1. マジLOVEスターリッシュツアーズ (Live Size)
2. Ok, Hello World! (Live Size)
3. Ready to be a Lady (Live Size)
4. トリッドラヴ (Live Size)
5. Snow Ballade (Live Size)
6. 愛をボナペティ♪ (Live Size)
7. TRIGGER CHANCE (Live Size)
8. 来来☆オーライ (Live Size)
9. UUUU (Live Size)
10. SAMURAIZM (Live Size)
11. ST☆RT OURS (Live Size)
12. 続け・・・！ISHの旅へ (Live Size)

### 劇場版3作目：TABOO NIGHT XXXX

#### SET LIST 3 ～劇場版 うたの☆プリンスさまっ♪ TABOO NIGHT XXXX 挿入歌集～
劇場版3作目の公開を記念しリリースされた、挿入歌のライブサイズを集めたミニアルバム。
収録曲
1. Jewelful XXXX
2. 氷道化師 -Ice Pierrot- (Live Size)
3. 零 -Zero- (Live Size)
4. Black Panther (Live Size)
5. Am I a fairy or...? (Live Size)
6. The RUN to the RAY (Live Size)
7. God Love警報発令 (Live Size)
8. Taboo Night XXXX (Live Size)
9. JINN-Ω-RAY (Live Size)
10. Heαrt Knight (Live Size)